# Yūka Yano
Ne doit pas être confondu avec Yūka Tano.
Yūka Yano (矢野 優花, Yano Yūka), née le 6 janvier 1998 dans la préfecture de Miyazaki (Japon), est une actrice japonaise.

## Filmographie sélective

### Séries télévisées
- 2015-2016 : Ninninger, l'escadron des shurikens (手裏剣戦隊ニンニンジャー, Shuriken Sentai Ninninjā?)[1].